# Turanogryllus indicus
Turanogryllus indicus är en insektsart som beskrevs av Andrej Vasiljevitj Gorochov 1990. Turanogryllus indicus ingår i släktet Turanogryllus och familjen syrsor. Inga underarter finns listade i Catalogue of Life.